# Gipsberg (Sperenberg)
Der Gipsberg ist eine 79,8 m ü. NHN hohe Erhebung bei Sperenberg im brandenburgischen Landkreis Teltow-Fläming.

## Geographische Lage
Der Gipsberg liegt auf der Gemarkung von Sperenberg, einem Ortsteil der Gemeinde Am Mellensee, wobei sich sein Gipfel rund 750 m östlich vom Dorfkern erhebt. Er ragt rund 30 m über die Umgebung hinaus. Nach Norden geht der Gipsberg sanft in die Sperenberger Heide über, nach Osten fällt er steil zum Faulen See, nach Ostsüdosten zum Faulen Luch (44,8 m) und nach Südosten, Süden und Südwesten über die Sperenberger Gipsbrüche zum zweigeteilten Krummen See (44,9 m, Ostteil, und 44,8 m, Westteil) ab.

## Geologie
Der Gipsberg ist das Ergebnis eines Salzdiapirs im Untergrund. Tektonische Bewegungen mobilisierten hier lokal rund 250 Millionen Jahre altes, zechsteinzeitliches Salz, das aufstieg und dabei Gips bzw. Anhydrit, ebenfalls aus dem Zechstein, mit an die Erdoberfläche führte. Nach der Auslaugung des Salzes verblieb an der Oberfläche ein „Gipshut“, dessen Gestein heute den Gipsberg aufbaut. An seiner Südflanke wurde vom 12. Jahrhundert bis 1958 Gips abgebaut. Die Restlöcher von vier Tagebauen sind erhalten.

## Schutzgebiete
Am Ostfuß des Gipsbergs liegt das Naturschutzgebiet (NSG) Fauler See (CDDA-Nr. 318167; 2002 ausgewiesen; 14 ha groß) und an seinem Südfuß das Naturschutzgebiet Sperenberger Gipsbrüche (CDDA-Nr. 82611; 1998), das 24 ha bzw. anderen Angaben zufolge 23,77 ha groß ist. Das ersterwähnte NSG ist zudem als Fauna-Flora-Habitat-Gebiet Fauler See (FFH-Nr. 3846-303; 21 ha) und das zweitgenannte als FFH-Gebiet Sperenberger Gipsbrüche (FFH-Nr. 3846-307; 21 ha) ausgewiesen. Auf der Erhebung liegen Teile des Landschaftsschutzgebiets Baruther Urstromtal und Luckenwalder Heide (CDDA-Nr. 344850; 2005; 294,32 km²).

## Tourismus
Über den Gipsberg führt die Route des 12 km langen, geowissenschaftlichen Lehrpfades Boden-Geo-Pfad. Auf seiner Gipfelregion steht ein Sende- und Aussichtsturm, von dessen Plattform der Blick unter anderem nach Sperenberg und zum Krummen See fällt.

## Tiefbohrung
Am Fuße des Gipsbergs, im Bereich des zweiten Tagebaufelds (heute ein Restlochsee) wurde von 1867 bis 1871 die weltweit erste Tiefbohrung von mehr als 1000 Metern niedergebracht, die eine Teufe von 1.271,60 m erreichte. Sie war bis 1886 die tiefste Bohrung der Welt. An diesem „Bohrloch Nr. 1“ bestimmte man erstmals die geothermische Tiefenstufe zu etwa 3 K/100 m. An diese Weltrekordbohrung erinnert heute ein Gedenkstein.